# Justice League (film)
Justice League è un film del 2017 diretto da Zack Snyder.
Basato sull'omonimo gruppo di DC Comics, è il quinto film del DC Extended Universe (DCEU). Prodotto da Warner Bros. Pictures, DC Films, RatPac-Dune Entertainment, Atlas Entertainment e Cruel and Unusual Films e distribuito da Warner Bros. Pictures. Diretto da Zack Snyder ma sostituito da Joss Whedon dopo che Snyder lasciò il progetto in post-produzione e scritto da Chris Terrio e Joss Whedon, il film presenta un cast corale che include Ben Affleck, Henry Cavill, Amy Adams, Gal Gadot, Ezra Miller, Jason Momoa, Ray Fisher, Jeremy Irons, Diane Lane, Connie Nielsen e J. K. Simmons. Nel film, a seguito degli eventi di Batman v Superman: Dawn of Justice (2016), Batman e Wonder Woman reclutano Flash, Aquaman e Cyborg dopo la morte di Superman per salvare il mondo dalla catastrofica minaccia di Steppenwolf e del suo esercito di Parademoni.
Il film è stato annunciato nell'ottobre del 2014, con Snyder alla regia e Terrio incaricato di scrivere la sceneggiatura. Le riprese sono cominciate l'11 aprile 2016 e si sono concluse il 1º ottobre dello stesso anno. Nel maggio 2017 Snyder ha abbandonato il progetto in seguito alla morte della figlia, lasciando a Whedon la gestione della post-produzione e la regia delle ultime riprese restanti. Justice League è stato distribuito il 16 novembre 2017 in Italia e il giorno seguente negli Stati Uniti, anche in 3D, IMAX e IMAX 3D.
La pellicola si è rivelata un forte insuccesso commerciale e ha ricevuto recensioni prevalentemente negative dalla critica e miste dal pubblico. Tuttavia, dopo la sua uscita, sono emersi maggiori dettagli circa la sua produzione tribolata e in particolare sulle modifiche apportate dopo l'avvicendamento tra Snyder e Whedon nella fase di post-produzione. Questo ha fatto in modo che crescesse l'interesse dei fan per vedere una versione alternativa più fedele alla visione di Snyder. Dopo anni di speculazioni, nel maggio 2020 è stato annunciato che la director's cut di Snyder sarebbe stata pubblicata nel 2021 sulla piattaforma on demand HBO Max.

## Trama
Migliaia di anni fa il perfido Steppenwolf e il suo feroce esercito di Parademoni attaccarono la Terra nel tentativo di espandere sempre di più il proprio potere nell'Universo, ma l'orda aliena venne respinta dalle forze congiunte di Amazzoni, Atlantidei, divinità greche, Lanterne Verdi e uomini. Costretto a ritirarsi, Steppenwolf lasciò indietro le tre misteriose scatole madri - un'avanzatissima tecnologia fonte del suo potere - che le forze terrestri decisero di nascondere in punti diversi del pianeta: una venne presa in custodia dalle Amazzoni, una da Atlantide e una nascosta dagli uomini in un punto imprecisato in Europa.
Avvertita la scomparsa del grande supereroe Superman, le scatole madri si riattivano e Steppenwolf giunge di nuovo sulla Terra assieme al suo esercito di Parademoni. Come prima tappa l'alieno attacca Themyscira e, nonostante il grande coraggio della regina Ippolita e delle sue Amazzoni, mette le mani sulla prima scatola. La regina riesce comunque a comunicare alla figlia Diana Prince l'arrivo dell'orda aliena e Diana Prince decide pertanto di ricongiungersi a Bruce Wayne, il vigilante Batman, che nel frattempo ha già avuto modo di affrontare e sconfiggere un Parademone a Gotham City.
Bruce convince Diana a reclutare gli esseri eccezionali che aveva identificato in passato per formare un gruppo in grado di fermare gli alieni: Wayne recluta personalmente Barry Allen, il velocista Flash, e tenta di portare dalla sua parte anche Arthur Curry, il mezzo-atlantideo Aquaman; Diana, invece, riesce a mettersi in contatto con Victor Stone, il Cyborg. Nonostante la titubanza iniziale, il gruppo si unisce ufficialmente quando Steppenwolf attacca Atlantide per recuperare la seconda scatola e prende in ostaggio alcune persone entrate in contatto con la terza tra cui il padre di Victor: gli ostaggi vengono salvati, ma Bruce afferma che per fermare Steppenwolf è necessario riportare in vita Superman usando l'energia dell'ultima scatola, che Cyborg ha recuperato.
I cinque portano quindi il corpo di Clark all'interno della navicella kryptoniana custodita ai Laboratori S.T.A.R. Sfruttando l'energia elettrica prodotta da Flash e l'ultima scatola riescono a risvegliarlo: Superman tuttavia non ricorda chi ha davanti e, dopo essere stato attaccato involontariamente da Cyborg, si getta sui cinque. Il peggio viene evitato dal provvidenziale arrivo di Lois Lane, che Bruce aveva mandato a chiamare da Alfred. La giornalista riesce a far rinsavire il kryptoniano e i due se ne vanno insieme a Smallville.
La procedura per risvegliare Superman, tuttavia, permette all'ultima scatola di richiamare Steppenwolf, che se ne impossessa e progetta di unire i tre artefatti in un punto imprecisato della Russia per rimodellare la Terra e prenderne definitivamente possesso. Il gruppo si reca quindi sul posto per lo scontro finale e, grazie anche all'intervento di Superman, riesce ad evacuare la zona e a sconfiggere Steppenwolf, che sopraffatto dalla paura viene attaccato dai suoi stessi Parademoni prima di teletrasportarsi via.
Vinta la battaglia Bruce restituisce alla madre di Clark casa sua e decide di rimettere in piedi Wayne Manor per renderla la base operativa del gruppo di eroi, che Diana suggerisce di tenere aperto a nuovi ingressi; la stessa Diana decide di diventare un'eroina alla luce del sole, mentre Barry ottiene un lavoro nel dipartimento di polizia di Central City per la gioia del padre detenuto, Victor collabora con suo padre per migliorare l'armatura, Superman ritorna a Metropolis e Aquaman ad Atlantide per reclamare il trono che gli spetta di diritto.
Nella prima scena durante i titoli di coda Flash e Superman fanno a gara di velocità fino all'Oceano Pacifico e il tutto per testare chi dei due sia più veloce. Nella seconda scena dopo i titoli di coda si scopre che Lex Luthor è riuscito ad evadere dal Manicomio di Arkham e che ha assoldato il mercenario Slade Wilson, alias Deathstroke, per mettere insieme un proprio gruppo di supercriminali.

## Personaggi
- Bruce Wayne / Batman, interpretato da Ben Affleck: un miliardario di Gotham City che combatte il crimine nei panni del supereroe Batman.[10]
- Clark Kent / Superman, interpretato da Henry Cavill: un kryptoniano mandato sulla Terra per sfuggire alla distruzione del suo pianeta che protegge l'umanità nei panni di Superman.[10] Nonostante la morte del suo personaggio in Batman v Superman: Dawn of Justice, Cavill si è unito al cast nel febbraio 2016, a riprese inoltrate.[11]
- Lois Lane, interpretata da Amy Adams: reporter del Daily Planet e fidanzata di Clark Kent.[10]
- Diana Prince / Wonder Woman, interpretata da Gal Gadot: una guerriera immortale, principessa delle Amazzoni e figlia di Zeus.[10]
- Barry Allen / Flash, interpretato da Ezra Miller: un perito forense di Central City capace di muoversi ad una velocità sovrumana.[10]
- Arthur Curry / Aquaman, interpretato da Jason Momoa: l'erede al trono[12] della nazione sottomarina di Atlantide, i cui superpoteri derivano dalla sua fisiologia atlantidea.[10]
- Victor Stone / Cyborg, interpretato da Ray Fisher: un giovane atleta il cui corpo, dopo essere stato ricostruito da una delle Scatole Madri in seguito ad un incidente quasi fatale, ha acquisito il potere di controllare e fondersi con la tecnologia[10][13]. Fisher ha interpretato il personaggio quasi completamente attraverso l'uso della motion capture.[14]
- Alfred Pennyworth, interpretato da Jeremy Irons: maggiordomo e confidente di Bruce Wayne.[15]
- Martha Kent, interpretata da Diane Lane: la madre adottiva di Superman.[10]
- Ippolita, interpretata da Connie Nielsen: madre di Diana e regina delle Amazzoni.[10]
- James Gordon, interpretato da J. K. Simmons: commissario di polizia di Gotham ed alleato di Batman.[10]
- Steppenwolf, interpretato da Ciarán Hinds: un generale della razza aliena dei Nuovi Dei del pianeta Apokolips, incaricato da suo nipote e superiore Darkseid di trovare tre antichi artefatti nascosti sulla Terra.[10][13] Hinds lo ha descritto come "vecchio e stanco" ed in cerca di un modo per eludere il comando di Darkseid.[16] L'attore ha interpretato il ruolo tramite motion capture seguendo i consigli dell'amico Liam Neeson, che aveva utilizzato la medesima tecnologia nel film Sette minuti dopo la mezzanotte (2016).[17]

Inoltre, Joe Morton e Robin Wright riprendono dai precedenti film del DCEU i loro ruoli, rispettivamente del dott. Silas Stone, uno scienziato e padre di Cyborg, del generale amazzone Antiope, zia e mentore di Diana. Amber Heard e Billy Crudup interpretano rispettivamente Mera ed Henry Allen; Kiersey Clemons e Willem Dafoe, originariamente scritturati per interpretare Iris West e Vulko, un politico atlantideo consigliere di Aquaman, non compaiono nella versione finale del film. Julian Lewis Jones interpreta il re di Atlantide Atlan, mentre Michael McElhatton riveste i panni del capo dei terroristi Black Clad. Marc McClure, interprete di Jimmy Olsen nel Superman del 1978, ha un cameo nel film come poliziotto. Jesse Eisenberg e Joe Manganiello appaiono in una scena dopo i titoli di coda interpretando rispettivamente Lex Luthor e Deathstroke.

## Produzione

### Sviluppo
Poco dopo l'inizio delle riprese de L'uomo d'acciaio, Warner Bros. ha ingaggiato Will Beall per scrivere la sceneggiatura di un film sulla Justice League collegato a quest'ultimo. Nel giugno 2013, lo sceneggiatore de L'uomo d'acciaio David S. Goyer è stato incaricato di riscrivere il trattamento di Beall. Nell'aprile 2014, è stato annunciato che Zack Snyder, regista de L'uomo d'acciaio e del suo sequel Batman v Superman: Dawn of Justice, avrebbe diretto il film sulla Justice League scritto da Goyer. A luglio, Warner Bros. ha incaricato Chris Terrio di riscrivere la sceneggiatura di Goyer, impressionati dalla sua riscrittura di Dawn of Justice. Il 15 ottobre 2014, Warner Bros. ha annunciato che il film sarebbe stato diviso in due parti, la prima prevista per il 17 novembre 2017, e la seconda per il 4 giugno 2019, entrambe dirette da Snyder. Nel giugno 2015, Entertainment Weekly ha annunciato che Terrio aveva completato la sceneggiatura di Justice League: Part One. Nel marzo 2016, il produttore Charles Roven ha dichiarato che il membro della JLA fumettistica Lanterna Verde non sarebbe apparso nel film, essendo nei piani dello studio introdurre il personaggio nella seconda parte di Justice League o anche più tardi. Nel giugno 2016, Zack Snyder ha dichiarato che il film avrebbe tratto ispirazione dalle storie dei Nuovi Dei di Jack Kirby e che le due parti sarebbero state indipendenti l'una dall'altra. Nel maggio 2016, è stato rivelato che Ben Affleck sarebbe stato anche produttore esecutivo della pellicola, mentre il presidente della DC Films Geoff Johns e il vice presidente della Warner Jon Berg avrebbero ricoperto il ruolo di produttori. Nel settembre dello stesso anno, in seguito all'accoglienza prevalentemente negativa ricevuta da Batman v Superman, Johns, Berg e Affleck hanno illustrato in un'intervista al Wall Street Journal il nuovo corso del DCEU, maggiormente improntato all'ottimismo e alla speranza rispetto ai toni "cupi" dei film precedenti. Questo "taglio cinematografico" è stato confermato separatamente anche da Amy Adams al Telluride Film Festival 2016.

### Cast

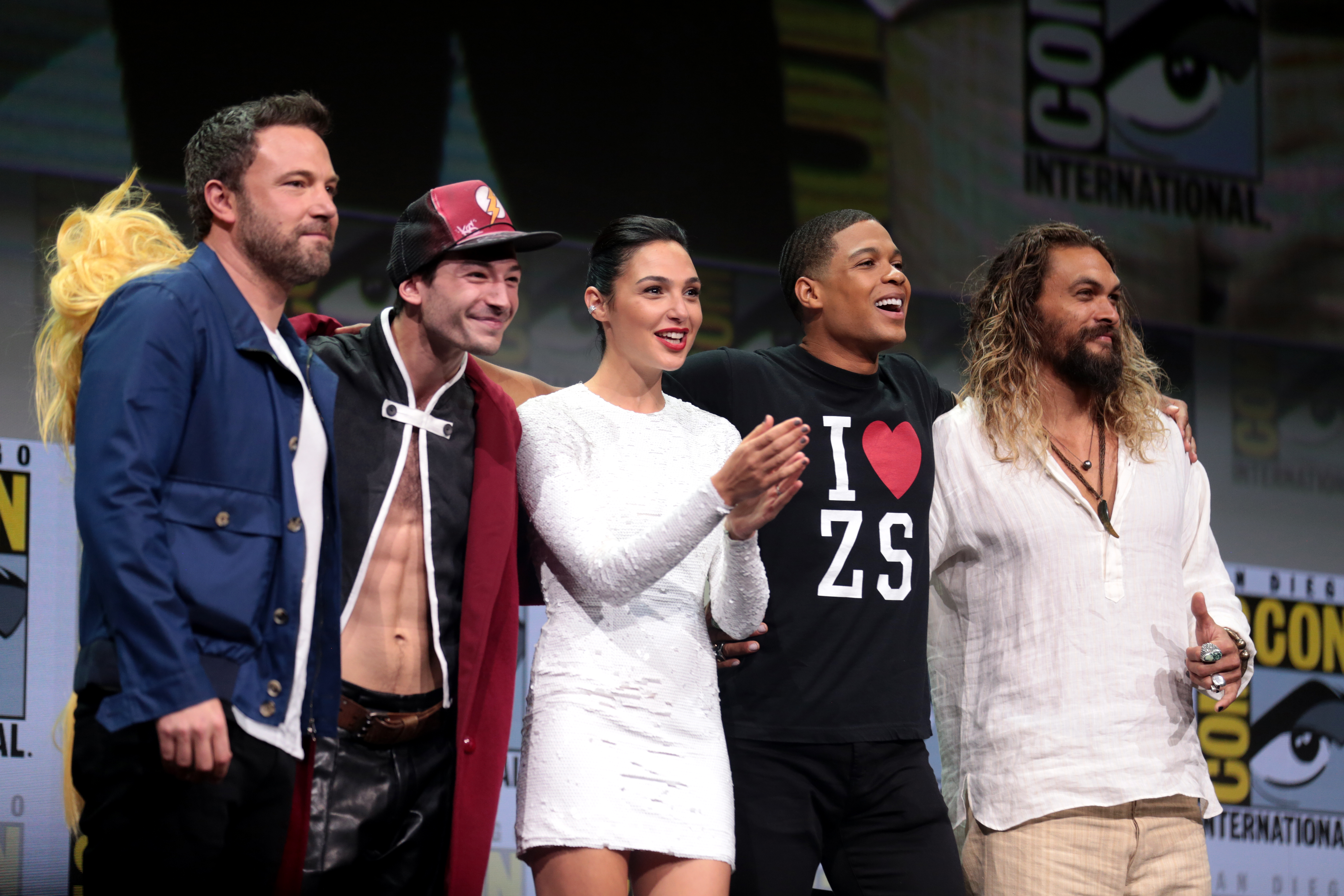
Il cast del film al San Diego Comic-Con International del 2017 per promuovere il film.

Ad aprile 2014, Ray Fisher è stato scelto per interpretare Victor Stone / Cyborg, mentre, a ottobre, Jason Momoa è stato scelto per interpretare Arthur Curry / Aquaman in Dawn of Justice e Justice League. Il 13 gennaio 2016, The Hollywood Reporter ha annunciato che Amber Heard era entrata in trattative per interpretare Mera nel film. A marzo, The Hollywood Reporter ha rivelato che J. K. Simmons avrebbe interpretato James Gordon, mentre Heard è stata confermata nel ruolo di Mera. Amy Adams ha confermato che avrebbe ripreso il ruolo di Lois Lane in entrambe le parti di Justice League, mentre, il mese successivo, Simmons ha confermato il suo ruolo nel film. Ad aprile, Willem Dafoe si è unito al cast in un ruolo sconosciuto, rivelatosi essere Nuidis Vulko. Nonostante la presunta morte del personaggio da lui interpretato in Dawn of Justice, Henry Cavill ha confermato il suo ritorno in entrambe le parti di Justice League. A maggio, Jeremy Irons ha confermato il suo ritorno nel ruolo di Alfred Pennyworth. Nello stesso mese, Jesse Eisenberg ha dichiarato che avrebbe ripreso il ruolo di Lex Luthor. A luglio, Julian Lewis Jones è entrato nel cast in un ruolo sconosciuto. Dopo alcuni mesi di voci sulla possibile presenza di Joker, nel settembre 2016, la rivista The Wrap e il sito Heroic Hollywood hanno smentito il ritorno di Jared Leto nel ruolo. Il 5 novembre 2016, Ciarán Hinds è stato annunciato nel ruolo di Steppenwolf. Laurence Fishburne, interprete di Perry White nei precedenti film del DCEU, non ha ripreso il suo ruolo nel film per via di altri impegni cinematografici. Nell'aprile del 2017, Michael McElhatton ha rivelato di avere un ruolo nel film.

### Riprese
La lavorazione è cominciata l'11 aprile 2016 agli Studi Leavesden della Warner Bros., nell'Hertfordshire, subito dopo la fine delle riprese di Wonder Woman, così da permettere a Gadot di partecipare. Altre riprese si sono tenute a Londra, in Scozia, a Los Angeles e a Djúpavík, nella regione islandese di Vestfirðir. Il direttore della fotografia Larry Fong, che aveva collaborato con Snyder in 300, Watchmen, Sucker Punch, L’uomo d’acciaio e Batman v Superman, ha dovuto abbandonare il progetto per via di altri impegni cinematografici presi in precedenza, venendo sostituito da Fabian Wagner. Essendo il suo personaggio ricreato totalmente in computer grafica attraverso l'utilizzo della motion capture, Hinds non ha mai incontrato il resto del cast mentre girava le proprie scene. Le riprese del film sono terminate il 1º ottobre 2016.

### Post-produzione
Nel maggio del 2017, Snyder e sua moglie Deborah, produttrice del film, hanno annunciato di non poter completare il processo di lavorazione della pellicola a causa della prematura scomparsa di una delle loro figlie, avvenuta nel marzo precedente: Joss Whedon, che era stato chiamato in precedenza da Snyder per concludere il film, è subentrato a quest'ultimo per supervisionare la post-produzione del film e dirigere le ultime scene restanti.
Nel luglio del 2017, la Warner Bros. ha annunciato due mesi di riprese aggiuntive a Londra e a Los Angeles, per un aumento del budget di circa 25 milioni di dollari. Le riprese aggiuntive sono coincise con l'impegno di Cavill sul set di Mission: Impossible - Fallout (2018), per il quale l'attore si era fatto crescere un paio di baffi che era impossibilitato a tagliarsi per contratto con la Paramount, costringendo il team degli effetti visivi del film Warner Bros. a rimuoverli digitalmente in post-produzione. Nell'agosto del 2017, è stato confermato che l'unico regista accreditato per il film sarebbe stato Snyder, mentre Whedon avrebbe ricevuto l'accredito come sceneggiatore del film, aggiungendosi a Terrio.

## Colonna sonora
Nel marzo del 2016, Hans Zimmer, che aveva composto le colonne sonore dei film del DC Extended Universe L'uomo d'acciaio e Batman v Superman: Dawn of Justice, ha dichiarato che non avrebbe più lavorato a dei film di supereroi, venendo sostituito nel giugno del 2016 da Junkie XL, che aveva precedentemente curato la colonna sonora di Batman v Superman assieme a Zimmer. Nel giugno del 2017, in concomitanza con il subentro di Whedon a Snyder, è stato a sua volta sostituito da Danny Elfman, che si è occupato di comporre la colonna sonora delle scene aggiuntive e di riscrivere parzialmente le tracce scritte in precedenza da Junkie XL..
Per la promozione del film e i titoli di coda è stato utilizzato il brano Come Together, nella versione interpretata da Gary Clark Jr..

## Promozione

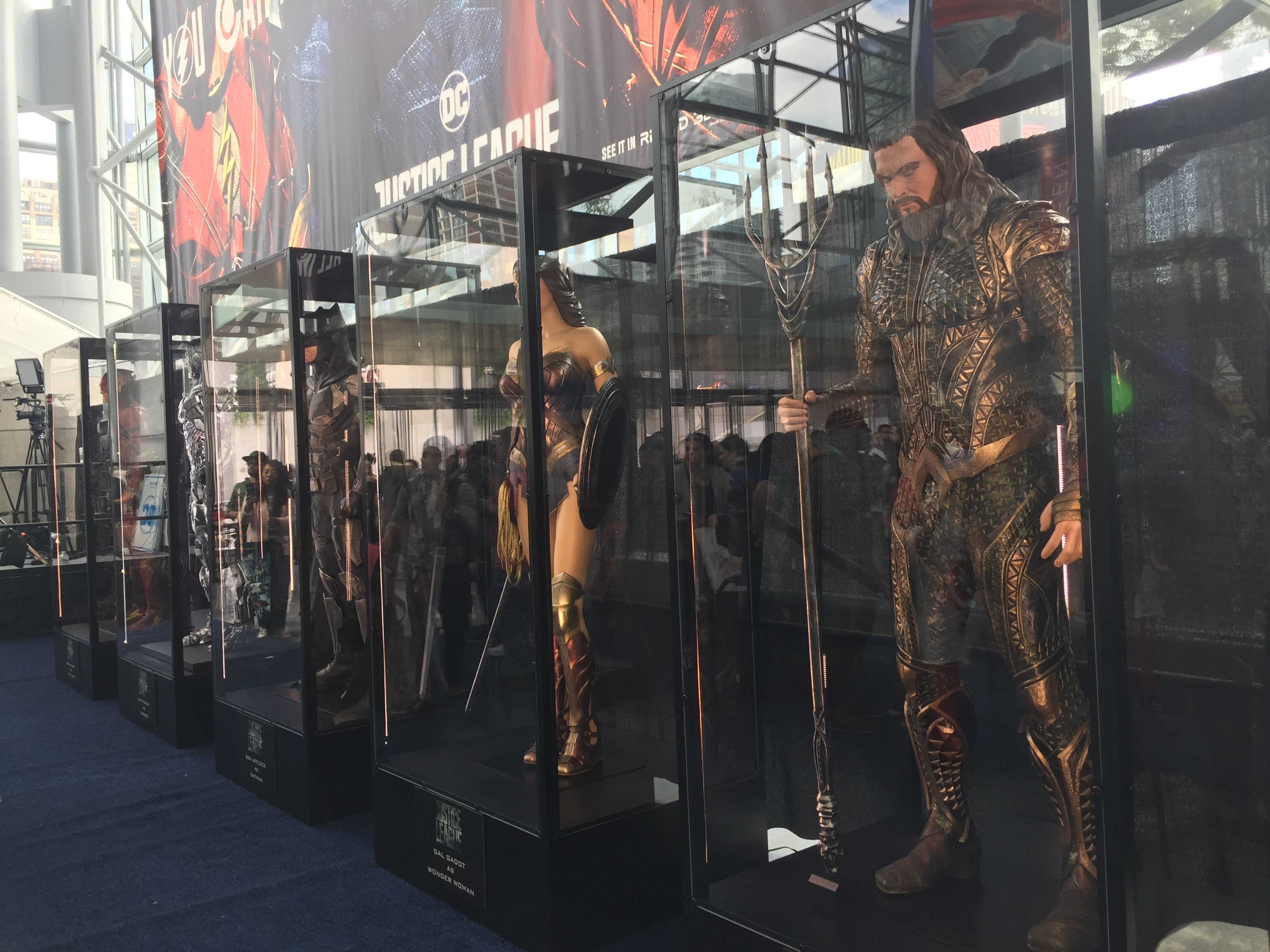
Statue d'esposizione sui personaggi protagonisti del film

Il primo teaser trailer del film è stato presentato durante il San Diego Comic-Con International 2016. Nel settembre 2016, il regista Zack Snyder pubblica sul suo profilo twitter alcune foto del film in pochi giorni: prima una foto con Batman (Ben Affleck), con un nuovo costume (Tactical Batsuit), molto più tecnologico, e in particolare, in occasione del Batman Day, il 17 settembre 2016, regista ha twittato la prima immagine di J. K. Simmons nei panni del commissario James Gordon, raffigurato davanti al Batsegnale, mentre in un'altra foto vi è lo stesso Snyder davanti al Batsegnale. Nell'ottobre 2016, il regista diffonde la prima foto ufficiale di Amber Heard nei panni della regina di Atlantide, Mera. Nel gennaio 2017, la rivista online USA Today, mostra una inedita foto con l'intera squadra di supereroi.

## Distribuzione

### Data di uscita
L'anteprima di Justice League è avvenuta il 26 ottobre a Pechino, seguita da una seconda il 13 novembre al Dolby Theatre negli Stati Uniti, il film è stato distribuito nelle sale statunitensi da Warner Bros. Pictures a partire dal 17 novembre 2017, anche in 3D, IMAX e IMAX 3D.
In Italia, il film è stato distribuito a partire dal 16 novembre dello stesso anno.
Le date di uscita internazionali nel corso del 2017 sono state:
- 15 novembre in Francia, Svezia, Corea del Sud (저스티스 리그), Brasile, Indonesia, Finlandia, Belgio (জাস্টিস লিগ), Ucraina (Ліга справедливості)
- 17 novembre negli Stati Uniti,[80] Polonia (Liga Sprawiedliwości)
- 16 novembre in Taiwan, Hong Kong, Singapore, Germania, Ungheria (Az Igazság Ligája), Italia, Portogallo (Liga da Justiça), Danimarca, Paesi Bassi, Israele
- 17 novembre in Cina (正義聯盟)
- 23 novembre in Giappone (ジャスティス・リーグ)

## Accoglienza

### Incassi
Il film è stato un insuccesso al botteghino. A fronte di un budget di produzione di 300000000 $, il film ha incassato 229024295 $ negli Stati Uniti e 432302692 $ nel resto del mondo, per un incasso complessivo di 661326987 $. Per coprire i costi di produzione e promozione, il film avrebbe dovuto incassare almeno 750000000 $. Deadline Hollywood ha riferito che il film ha registrato una perdita di circa 60000000 $.

### Critica
Il film ha ricevuto pareri generalmente negativi dalla critica. Sul sito Rotten Tomatoes ha una percentuale di voti del 39%, basata su 413 recensioni con un voto medio di 5.3 su 10. Su Metacritic ha un punteggio di 45/100 basato su 52 recensioni.
La maggior parte della critica americana è concorde sul ritenere che i toni della pellicola siano meno oscuri e più colorati rispetto alle precedenti produzioni DC Comics. Entertainment Weekly ha scritto: «È ovvio a tutti, guardando Justice League in paragone agli altri film DC, che i capi dello studio devono aver ordinato di tenere un tono meno cupo e rendere il tutto più divertente e più simile allo stile Marvel. In una certa misura, Justice League in questo ci riesce. Ma altrettanta attenzione deve essere stata posta a piccoli momenti di divertimento tra i personaggi, che a tutto l’insieme o alla trama complessiva»; il Washington Post, facendo un paragone con Batman v Superman, ha scritto: «L’ultimo film di DC Entertainment […] è sensibilmente più luminoso e divertente del loro ultimo film», e ha lodato in particolare l'interpretazione di Gal Gadot. Rolling Stone ha dato al film 3 stelle e mezza su 5, sostenendo come la pellicola sia «il perfetto seguito correttivo di Batman v Superman: Dawn of Justice».
Vox, pur apprezzando le interpretazioni di Jason Momoa ed Ezra Miller, ha bocciato la sceneggiatura ritenendola mediocre; anche USA Today ha dato un giudizio negativo sulla sceneggiatura, sostenendo che la storia «appoggia su una narrazione discontinua e uno scarso sviluppo dei personaggi».
Peter Bradshaw del The Guardian ha stroncato la prova di Ben Affleck nei panni di Batman, esprimendo un giudizio complessivamente negativo sulla pellicola; stessa cosa ha fatto l'Hollywood Reporter, che ha bocciato il film anche rispetto a Wonder Woman, uscito solo pochi mesi prima.
Un'altra fonte di critiche è stata la cattiva gestione degli effetti speciali per rimuovere digitalmente i baffi di Henry Cavill. Difatti, quest'ultimo ha dovuto riprendere il ruolo di Superman contemporaneamente alle riprese di Mission: Impossible - Fallout (2018), dove si era fatto crescere dei baffi che per motivi contrattuali era impossibilitato a tagliare. Questa cattiva gestione è risultata in un lavoro molto superficiale, infatti nella scena intro del film (come in altre scene) è chiaramente visibile il rigonfiamento del labbro superiore.

## Riconoscimenti
- 2017 - Detroit Film Critics Society Award
  - Candidatura per l'artista favorita a Gal Gadot
- 2017 - Golden Schmoes Awards
  - Maggior delusione dell'anno
- 2017 - Golden Trailer Awards
  - Candidatura per il miglior poster di un film d'azione
- 2018 - BMI Film & TV Award
  - BMI Film Music Award a Danny Elfman
- 2018 - Golden Trailer Awards
  - Candidatura per i migliori messaggi selvaggi (campagna pubblicitaria)
- 2018 - Kids' Choice Awards
  - Candidatura per l'attore cinematografico preferito a Ben Affleck
  - Candidatura per l'attrice cinematografica preferita a Gal Gadot
- 2018 - Teen Choice Awards
  - Candidatura per il miglior film d'azione
  - Candidatura per il miglior attore in un film d'azione a Henry Cavill
  - Candidatura per la miglior attrice in un film d'azione ad Amy Adams
  - Candidatura per la miglior attrice in un film d'azione a Gal Gadot
  - Candidatura per il miglior attore non protagonista in un film d'azione a Ciarán Hinds

## Versioni alternative

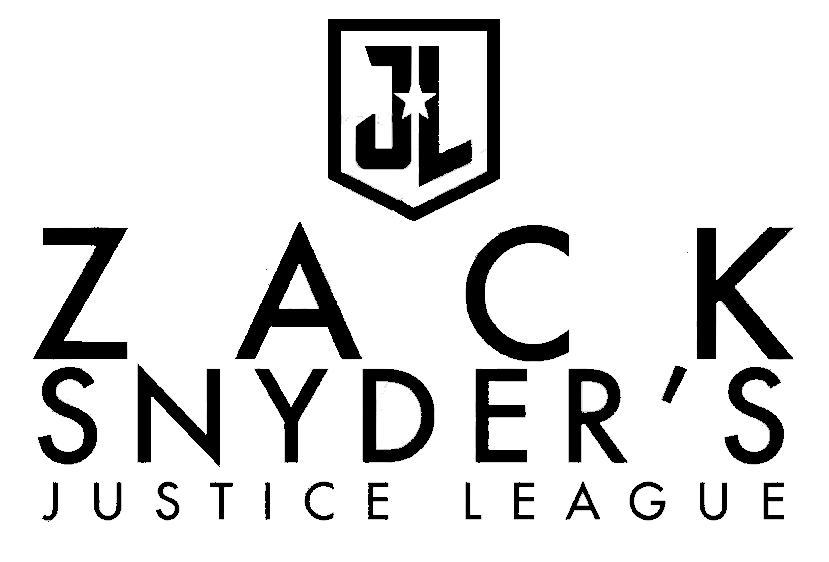
Logo della versione del regista del film, dal titolo Zack Snyder's Justice League

L'avvicendamento tra Zack Snyder e Joss Whedon nella fase di post-produzione ha prodotto una versione finale del film molto diversa da quella concepita in pre-produzione e in lavorazione. Successivamente all'uscita del film, quando hanno iniziato ad emergere i dettagli circa la sua produzione tribolata e allo stato del progetto prima dell'abbandono di Snyder, è diventato sempre più grande l'interesse per vedere una versione alternativa più fedele alla visione di Snyder. I fan del regista, alcuni membri del cast e della produzione, e altre personalità dell'industria cinematografica hanno aderito alla petizione per la distribuzione della Snyder Cut.
Dopo che la Warner Bros. aveva dichiarato in un primo momento che non esistessero piani per distribuire una versione alternativa di Justice League, nel maggio 2020 è stato annunciato che la director's cut di Snyder sarebbe stata distribuita nel corso del 2021 sulla piattaforma on demand HBO Max come una miniserie in quattro episodi da un'ora ciascuno; in seguito, Zack Snyder ha confermato l'uscita della versione uncut come film da 4 ore. Il 22 marzo 2021 il CEO della Warner Bros. Ann Sarnoff ha dichiarato "Vogliamo voci diverse. Certi fan che vogliono solo una voce [in riferimento allo Snyderverse] potrebbero essere delusi, ma chiediamo loro di essere pazienti e di vedere quello che abbiamo in ballo, dato che anche le altre voci hanno delle storie altrettanto avvincenti da raccontare".

## Sequel
La data di uscita di un sequel era fissata inizialmente per il 14 giugno 2019, ma nel dicembre del 2016 il film è stato rimandato a data da destinarsi, venendo sostituito da The Batman. Nel marzo del 2017, il produttore Charles Roven ha annunciato il ritorno di Snyder alla regia, mentre nell'ottobre dello stesso anno J. K. Simmons ha dichiarato che la stesura della sceneggiatura del sequel era già iniziata. Poco dopo l'uscita di Justice League, Henry Cavill ha dichiarato che nel suo contratto era previsto che interpretasse Superman per un altro film. Nel dicembre del 2017 è stato reso noto che non esistevano piani a breve per un ritorno di Snyder alla regia del sequel di Justice League o di qualsiasi altro film della DC, probabilmente a causa delle recensioni miste della critica e dei risultati deludenti al botteghino di Justice League.
Dal 2019, la Warner Bros. ha dato priorità ad altri stand-alone, sebbene la regista di Wonder Woman (2017) Patty Jenkins abbia dichiarato di essere aperta alla possibilità di girare il sequel di Justice League.
Anche se la versione di Justice League firmata da Zack Snyder è stata definita dai dirigenti della DC Films come un "cul-de-sac narrativo", senza sequel pianificati, il regista ha dichiarato che sarebbe stato disposto a tornare a dirigere eventuali seguiti se lo studio gliene avesse offerto la possibilità. Nel gennaio 2021, Ray Fisher — che aveva avuto attriti con Joss Whedon, Geoff Johns, Jon Berg e l'ex presidente della DC Films Walter Hamada — ha affermato che sarebbe stato disposto a riprendere il ruolo di Cyborg in un futuro film del DCEU solo se Justice League - Part Two fosse stato diretto da Snyder. Tuttavia, poco dopo l'uscita della "Snyder Cut", l'amministratrice delegata della Warner Bros., Ann Sarnoff, ha dichiarato nel mese di marzo che non c'erano piani per un ritorno di Snyder in qualità di regista o sceneggiatore nei futuri film del DCEU, suggerendo che un sequel diretto della sua versione di Justice League restava improbabile. Ad agosto, però, il produttore della DC Films Charles Roven ha affermato che un seguito era ancora possibile, pur sottolineando che sarebbero dovuti passare diversi anni. L'idea di un sequel è tornata a essere presa in considerazione durante la gestione di De Luca e Abdy alla guida della DC Films (poi ribattezzata DC Studios), prima dell'arrivo di James Gunn e Peter Safran nel 2022. Nell'ottobre 2023, Variety ha infine riportato che nessun attore dei film del DCEU diretti da Zack Snyder avrebbe ripreso il proprio ruolo nel nuovo DC Universe (DCU). L'11 luglio 2025, a seguito dell'uscita del nuovo film su Superman, The Wall Street Journal ha confermato i piani di Gunn nel creare una nuova versione della Justice League nel nuovo franchise attraverso l'annuncio di un nuovo film a loro dedicato.